# E10 (Verenigde Arabische Emiraten)
De E10 is een nationale weg in de Verenigde Arabische Emiraten. De weg loopt van Abu Dhabi naar Al Rabda, waar een knooppunt ligt met de E11 richting Dubai. De weg is 25 kilometer lang.
E10 · 
E11 · 
E18 · 
E22 · 
E33 · 
E44 · 
E55 · 
E66 · 
E77 · 
E87 · 
E88 · 
E89 · 
E95 · 
E99 · 
E311 · 
E611